# Myrianthus arboreus
Myrianthus arboreus là loài thực vật có hoa trong họ Tầm ma. Loài này được P.Beauv. mô tả khoa học đầu tiên năm 1805.